# 下三峰站
下三峰站（朝鲜语：하삼봉역；）曾为朝鲜铁路咸北線上的一个车站，位于咸镜北道稳城郡，在1933年废止。

## 历史
- 1922年12月1日，落成使用。
- 1933年8月1日，停止使用。